# Dharm
Dharm – indyjski film w języku hindi wyreżyserowany w 2007 roku przez debiutanta Bhavna Talwara. W rolach głównych Pankaj Kapoor i Supriya Pathak. Film zrealizowano w świętym mieście hindusów w Benares nad Gangesem. Tematem filmu jest poszukiwanie miłości jako istoty wiary, jedność wiary w Boga, niezależnie od tego, czy Jego imieniem jest hinduski Śiwa czy  muzułmański Allah. Film opowiada historię ortodoksyjnego hinduskiego bramina, który pokochał porzucone dziecko muzułmańskie. Dramat ten zmierza do pojednania między hindusami a muzułmanami w imię miłości, która stoi za prawdziwą wiarą w Boga.
Film został ukazany na Festiwalu Filmowym w Cannes.

## Fabuła
Pandit Charvedi Parvati (Pankaj Kapoor) żyje w Benaresie ze swoją żoną i córką z zapałem przestrzegając zasad swojej religii i kasty braminów, do której należy. Sławny ze swej pobożności i skrupulatnego zachowania zasad czystości przewodniczy w świątyni ceremoniom, doradza, rozsądza. Wyniosły, oddzielony od świata kokonem obrządków, modlitw i zakazów. Jego życie zmienia się w chwili, gdy córka Vodika przynosi do domu porzuconego chłopczyka. Żona chcąc zatrzymać dziecko kłamie panditowi, że pochodzi ono z rodziny braminów. Mijają lata. Uznany za syna Kartikey staje się dumą i radością pandita. Pewnego razu w domu pojawia się jednak muzułmanka poszkodowana w zamieszkach hindusko –  muzułmańskich. Poszukuje zaginionego syna Mustafy.

## Obsada
- Pankaj Kapoor
- Hrishitaa Bhatt
- Nazrana
- K. K. Raina
- Daya Shanker Pandey

## Muzyka
Autorem muzyki jest Debajyoti Mishra, twórca muzyki do Chokher Bali, Antarmahal, Raincoat, czy Ramchand Pakistani.
1. Aavahan-Instrumental
2. Bhaee Bhor
3. Twilight-Instrumental
4. Pativrat-Instrumental
5. Dawn
6. Jaago
7. Nadiya Ke Sagar
8. Duvidha-Instrumental
9. Har Har Mahadev-Instrumental